# Grums (comune)
Grums è un comune svedese di 9 160 abitanti, situato nella contea di Värmland. Il suo capoluogo è la cittadina omonima.

## Località
Nel territorio comunale sono comprese le seguenti aree urbane (tätort):
- Grums
- Segmon
- Slottsbron